# Oxyalcia mira
Oxyalcia mira är en fjärilsart som beskrevs av Druce 1902. Oxyalcia mira ingår i släktet Oxyalcia och familjen mott. Inga underarter finns listade i Catalogue of Life.